# إريك بالنويت
إريك بالنويت (ولد في 21 سبتمبر 1988 في جيرا) هو لاعب حواجز ألماني. شارك في سباق 110 م حواجز في دورة الألعاب الأولمبية الصيفية 2012 حيث فشل في الوصول إلى الدور قبل النهائي.